# تقلب (فیلم ۱۹۹۶)
تقلب یا کونترفیت (به انگلیسی: Kounterfeit) یک فیلم جنایی و دلهره‌آور آمریکایی که در سال ۱۹۹۶ به صورت ویدئویی منتشر شد. با بازی بروس پین، هیلاری سوانک و با معرفی بن فاستر در نقش تراویس است. فیلم به کارگردانی جان اشر و نویسندگی دیوید چیس، کاترین فوگیت و جی اروین ساخته شده‌است.

## داستان
مجرم سابقه داری وارد معاملات پول‌های تقلبی می‌شود، در حین فعالیت‌های غیرقانونی و تیراندازی طرفین، یک پلیس مخفی جان خود را از دست می‌دهد. خواهر این افسر پلیس قاطعانه تصمیم می‌گیرد که قاتل برادرش را یافته و او را به سزای اعمال خود برساند.

## بازخوردها
وب سایت راهنمای تی وی امتیاز ۲٫۵ از ۴ را به این فیلم داده‌است.